# Álfok

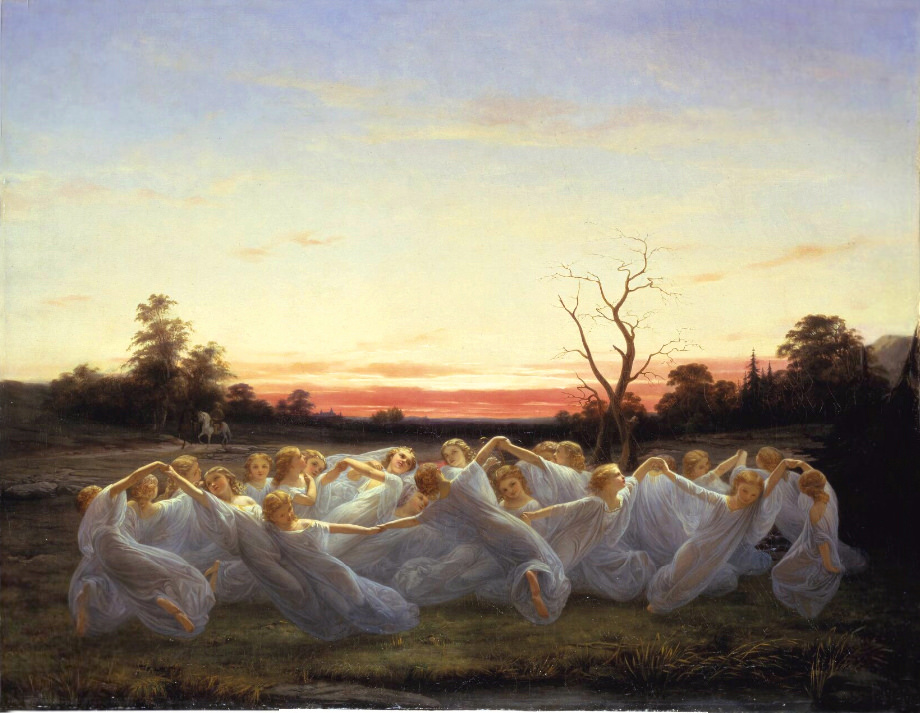
Nils Blommér: Mezei tündérek (1850)

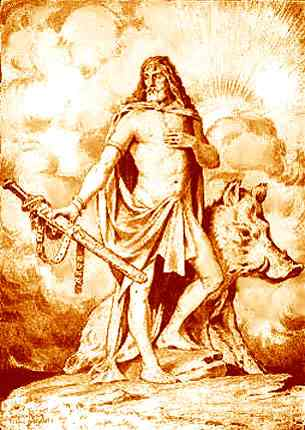
Frey, a fénytündérek királya

Álfok vagy elfek (ó-skandináv álfar, e.sz. álfr), természetfeletti lények a skandináv mitológiában. Egyénileg soha nem jelennek meg, néven nem nevezik őket és a leírásuk eléggé homályos és megosztott. Attól függően, hogy mit akartak hangsúlyozni, az álfok lehettek istenek vagy az ázokkal egyenrangú lények, vagy kisebb, helyi befolyású tündérek vagy manók.
Az elf szót a feltételezett protoindoeurópai *albh (fehér) szóból származtatják. Az óészaki *alf szó magas, hegyes fülű hosszú hajú nőket és férfiakat jelentett. A magyar fantasy-irodalom elfeknek, vagy (Réz Ádám Tolkien-fordítása nyomán) tündéknek hívja őket. Nem azonosak a tündérekkel, bár némelyik regényben annak fordítják az elfet (pl. Raymond E. Feist Mágusának egyik kiadásában.)

## Álfok a skandináv mitológiában
Snorre Sturlasson prózai Eddája szerint vannak „fénytündérek” (ljósalfar), akik az égben laknak, és ragyogóbbak a Napnál, és ”sötéttündérek” (døkkálfar), akik a föld alatt laknak, és feketébbek a szuroknál. Abban a műben kicsit később úgy említik a Svartálfaheimrt és a svartálfart, ami arra enged következtetni hogy Snorre azokra a lényekre gondol, amiket a skandináv mitológiában törpéknek (dvärgar) hívnak.
A verses Eddában használják az "ázok és álfok" összekapcsolást, ami azt jelentené: „az összes istenek”.
Mivel az ó-skandináv istenek az ázok és a vánok, arra lehet következtetni, hogy az ’’álf’’ egy szinonimája lehet a ván-nak.
Ebből adódóan megpróbálták, akárcsak a vánokat, az álfokat is összekapcsolni a termékenységgel.
Áldott a föld, melyet

ott látok ázok és álfok

lakának közelében;

ott lakozik majd,

Tett-honban, Tór,

míg eljő a hatalmak harca.
A Grimnir-ének szerint az Alfheim a ván isten, Frey otthona:
Ébenvölgy, ékes neve

a helynek, hol Ull

házát építtette;

Freynek Álf-hon

adatott hajdan

isteni ajándékul.
A Völund-ének szerint az álfok fejedelme Völund, ami különös, mivel máshol ’’Finnakonungr’’, számi (lapp) király fiaként említik.

## Álfok más mitológiákban
Az ó-skandináv álfokhoz hasonló lények szerepelnek más germán népeknél is. Voltak, akik úgy magyarázták az álf szó eredetét, mint indoeurópai gyökerű szó, a jelentése „fehér” és megtalálható a latin „albus” szóban. Ezzel a kép csak még jobban bonyolódik, mivel a szó mögött semmiféle közös germán elmélet nem tapasztalható.
Németországban az ’’Alp vagy ’’Alb’’ „lidérc”-et jelent, ami rémálmokat okoz (lidércnyomás). Több névben előfordul az ”alf”, például Alfhild, Alfred vagy Alberich (Álf-erik), aki megfelel Andvarinak a ”Völsunga saga”-ban.
A franciában ez a név alakult Oberonná.
Angliában az ”aelf” szót az angolszász szövegekben mint a Beowulf, már említik ha indirekten is. Az is előfordult, hogy fordításokban a nimfákat azonosították az álfokkal. Shakespeare „Szentivánéji álom” művében az ”elf” (álf) szinonimája a „fairy” (tündér) szónak.

## Álfok a mai világban
Az izlandiak közül ma is sokan hisznek az álfok (elfek) létezésében. Az Izlandi Egyetem Társadalomtudományi Karának 2006-os és 2007-es tanulmánya kimutatta, hogy sokan nem zárják ki az elfek és a szellemek létezését, ami hasonló az Erlendur Haraldsson 1974-es felméréséhez. A 2006-os eredmények alapján az izlandi népességnek 26%-a hisz az elfekben (ebbe beleszámítva a „valószínűleg léteznek” válaszokat is), hogy egy más dimenzióban velük együtt élnek.
Amerikában, Kanadában és Nagy-Britanniában úgy tartják, hogy a Télapó segédei az álfok.
Az álfok (elfek) gyakran szerepelnek a manapság divatos fantasy irodalomban és számítógépes játékokban.
A fantasybe J. R. R. Tolkien nagy sikerű A Gyűrűk Ura című regényén keresztül kerültek be, ami az emberekhez hasonlatos, de sokkal tökéletesebb és halhatatlan lényeknek írja le őket. Az embernél többnyire vékonyabb, de általában nem gyengébb, szebb, bölcsebb és ügyesebb faj. Harcművészetük, és távolsági fegyver használatuk legendás. Hegyes a fülük. Általában hosszú hajjal ábrázolják őket.

## Fordítás
- Ez a szócikk részben vagy egészben  az   Alver című svéd Wikipédia-szócikk fordításán alapul.  Az eredeti cikk szerkesztőit annak laptörténete sorolja fel. Ez a jelzés csupán a megfogalmazás eredetét és a szerzői jogokat jelzi, nem szolgál a cikkben szereplő információk forrásmegjelöléseként.
- Ez a szócikk részben vagy egészben  az   Elf című angol Wikipédia-szócikk fordításán alapul.  Az eredeti cikk szerkesztőit annak laptörténete sorolja fel. Ez a jelzés csupán a megfogalmazás eredetét és a szerzői jogokat jelzi, nem szolgál a cikkben szereplő információk forrásmegjelöléseként.